# Gastein Ladies 2015 - Qualificazioni singolare
Le qualificazioni del singolare del Gastein Ladies 2015 sono state un torneo di tennis preliminare per accedere alla fase finale della manifestazione. I vincitori dell'ultimo turno sono entrati di diritto nel tabellone principale. In caso di ritiro di uno o più giocatori aventi diritto a questi sono subentrati i lucky loser, ossia i giocatori che hanno perso nell'ultimo turno ma che avevano una classifica più alta rispetto agli altri partecipanti che avevano comunque perso nel turno finale.

## Giocatrici

### Teste di serie
1. Richèl Hogenkamp (ultimo turno, lucky loser)
2. Aljaksandra Sasnovič (qualificata)
3. Kristína Kučová (primo turno, ritirata)
4. Risa Ozaki (ultimo turno, lucky loser)
5. Maryna Zanevs'ka (qualificata)
6. Petra Martić (qualificata)

1. Stephanie Vogt (primo turno)
2. Daria Kasatkina (qualificata)
3. Alexa Glatch (primo turno)
4. Katerina Stewart (ultimo turno)
5. Marina Mel'nikova (ultimo turno)
6. Anastasija Sevastova (qualificata)

### Qualificate
1. Daria Kasatkina
2. Aljaksandra Sasnovič
3. Ana Bogdan

1. Anastasija Sevastova
2. Maryna Zanevs'ka
3. Petra Martić

### Lucky loser
1. Richèl Hogenkamp

1. Risa Ozaki

## Tabellone

### Legenda
| - Q = Qualificato - WC = Wild card - LL = Lucky loser | - ALT = Alternate - SE = Special Exempt - PR = Protected Ranking | - w/o = Walkover - r = Ritirato - d = Squalificato |

### Sezione 1
|  | Primo turno | Primo turno      | Primo turno     | Primo turno | Primo turno |  |  | Ultimo turno | Ultimo turno     | Ultimo turno     | Ultimo turno | Ultimo turno |  |
|  |             |                  |                 |             |             |  |  |              |                  |                  |              |              |  |
|  | 1           | Richèl Hogenkamp | 6               | 6           | 6           |  |  |              |                  |                  |              |              |  |
|  | WC          | Julia Grabher    | 78              | 4           | 2           |  |  | 1            | Richèl Hogenkamp | Richèl Hogenkamp | 1            | 1            |  |
|  | PR          | Viktorija Kan    | Viktorija Kan   | 1           | 2           |  |  | 8            | Daria Kasatkina  | Daria Kasatkina  | 6            | 6            |  |
|  | 8           | Daria Kasatkina  | Daria Kasatkina | 6           | 6           |  |  |              |                  |                  |              |              |  |

### Sezione 2
|  | Primo turno | Primo turno          | Primo turno          | Primo turno | Primo turno |  |  | Ultimo turno | Ultimo turno         | Ultimo turno         | Ultimo turno | Ultimo turno |  |
|  |             |                      |                      |             |             |  |  |              |                      |                      |              |              |  |
|  | 2           | Aljaksandra Sasnovič | Aljaksandra Sasnovič | 6           | 6           |  |  |              |                      |                      |              |              |  |
|  | WC          | Luisa-Marie Huber    | Luisa-Marie Huber    | 1           | 1           |  |  | 2            | Aljaksandra Sasnovič | Aljaksandra Sasnovič | 6            | 7            |  |
|  | WC          | Mira Antonitsch      | 6                    | 1           | 1           |  |  | 11           | Marina Mel'nikova    | Marina Mel'nikova    | 1            | 64           |  |
|  | 11          | Marina Mel'nikova    | 3                    | 6           | 6           |  |  |              |                      |                      |              |              |  |

### Sezione 3
|  | Primo turno | Primo turno      | Primo turno      | Primo turno | Primo turno |  |  | Ultimo turno | Ultimo turno     | Ultimo turno     | Ultimo turno | Ultimo turno |  |
|  |             |                  |                  |             |             |  |  |              |                  |                  |              |              |  |
|  | 3           | Kristína Kučová  | Kristína Kučová  | 1           | 1r          |  |  |              |                  |                  |              |              |  |
|  |             | Ana Bogdan       | Ana Bogdan       | 6           | 4           |  |  |              | Ana Bogdan       | Ana Bogdan       | 6            | 7            |  |
|  |             | Elica Kostova    | Elica Kostova    | 4           | 3           |  |  | 10           | Katerina Stewart | Katerina Stewart | 1            | 65           |  |
|  | 10          | Katerina Stewart | Katerina Stewart | 6           | 6           |  |  |              |                  |                  |              |              |  |

### Sezione 4
|  | Primo turno | Primo turno          | Primo turno          | Primo turno | Primo turno |  |  | Ultimo turno | Ultimo turno         | Ultimo turno         | Ultimo turno | Ultimo turno |  |
|  |             |                      |                      |             |             |  |  |              |                      |                      |              |              |  |
|  | 4           | Risa Ozaki           | Risa Ozaki           | 6           | 6           |  |  |              |                      |                      |              |              |  |
|  |             | Florencia Molinero   | Florencia Molinero   | 2           | 2           |  |  | 4            | Risa Ozaki           | Risa Ozaki           | 4            | 2            |  |
|  | Alt         | Xenia Knoll          | Xenia Knoll          | 2           | 2           |  |  | 12/Alt       | Anastasija Sevastova | Anastasija Sevastova | 6            | 6            |  |
|  | 12/Alt      | Anastasija Sevastova | Anastasija Sevastova | 6           | 6           |  |  |              |                      |                      |              |              |  |

### Sezione 5
|  | Primo turno | Primo turno      | Primo turno      | Primo turno | Primo turno |  |  | Ultimo turno | Ultimo turno     | Ultimo turno     | Ultimo turno | Ultimo turno |  |
|  |             |                  |                  |             |             |  |  |              |                  |                  |              |              |  |
|  | 5           | Maryna Zanevs'ka | Maryna Zanevs'ka | 6           | 6           |  |  |              |                  |                  |              |              |  |
|  |             | Nastja Kolar     | Nastja Kolar     | 4           | 4           |  |  | 5            | Maryna Zanevs'ka | Maryna Zanevs'ka | 6            | 6            |  |
|  |             | Katarzyna Piter  | 6                | 3           | 6           |  |  |              | Katarzyna Piter  | Katarzyna Piter  | 2            | 4            |  |
|  | 9           | Alexa Glatch     | 4                | 6           | 2           |  |  |              |                  |                  |              |              |  |

### Sezione 6
|  | Primo turno | Primo turno       | Primo turno       | Primo turno | Primo turno |  |  | Ultimo turno | Ultimo turno      | Ultimo turno      | Ultimo turno | Ultimo turno |  |
|  |             |                   |                   |             |             |  |  |              |                   |                   |              |              |  |
|  | 6           | Petra Martić      | Petra Martić      | 6           | 7           |  |  |              |                   |                   |              |              |  |
|  | WC          | Pia König         | Pia König         | 0           | 6(1)        |  |  | 6            | Petra Martić      | Petra Martić      | 6            | 7            |  |
|  |             | Tereza Martincová | Tereza Martincová | 6           | 6           |  |  |              | Tereza Martincová | Tereza Martincová | 4            | 5            |  |
|  | 7           | Stephanie Vogt    | Stephanie Vogt    | 3           | 0           |  |  |              |                   |                   |              |              |  |